# Kamal Bahamdan
Kamal Bahamdan (arabe : كمال باحمدان), né le 13 février 1970 à Riyad, est un cavalier de saut d'obstacles saoudien.

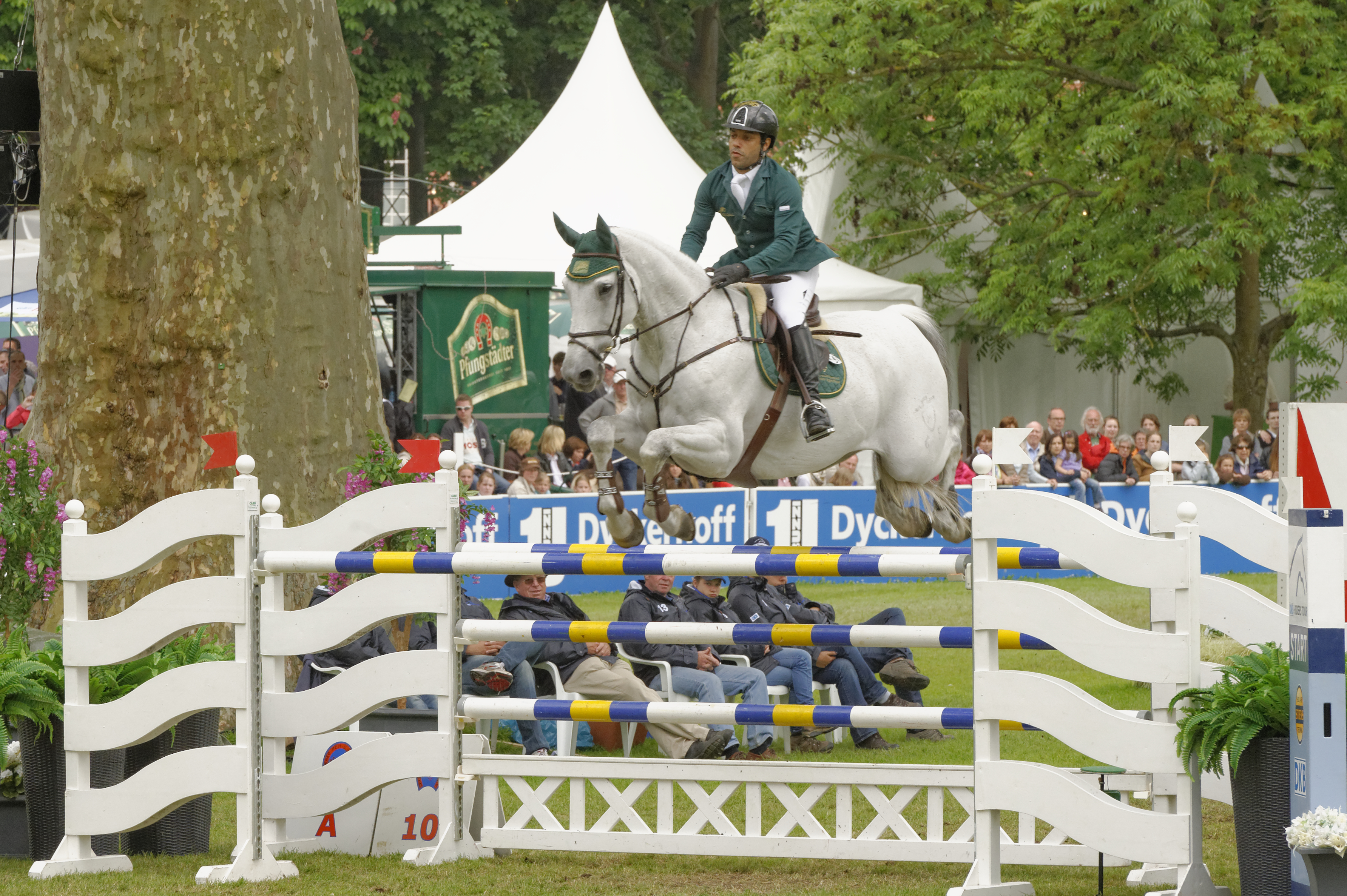
Wiesbaden 2013

## Carrière
Il est médaillé de bronze de saut d'obstacles par équipes aux Jeux olympiques de Londres en 2012 avec le prince Abdullah ben Mutaib al-Saoud, Ramzy al-Duhami et Abdullah al-Sharbatly, terminant avec un total de 13 fautes. Il s'agit de la première médaille d'équitation par équipe de l'histoire de l'Arabie saoudite aux Jeux olympiques.